# Rybne (województwo podkarpackie)
Rybne – wieś w Polsce położona w województwie podkarpackim, w powiecie leskim, w gminie Solina.
Wieś prawa wołoskiego w latach 1551–1600, położona w ziemi sanockiej województwa ruskiego.
W połowie XIX wieku właścicielami posiadłości tabularnej w Rybnem byli Sabina i Wincenty Morze.
W latach 1975–1998 miejscowość położona była w województwie krośnieńskim.

## Linki zewnętrzne

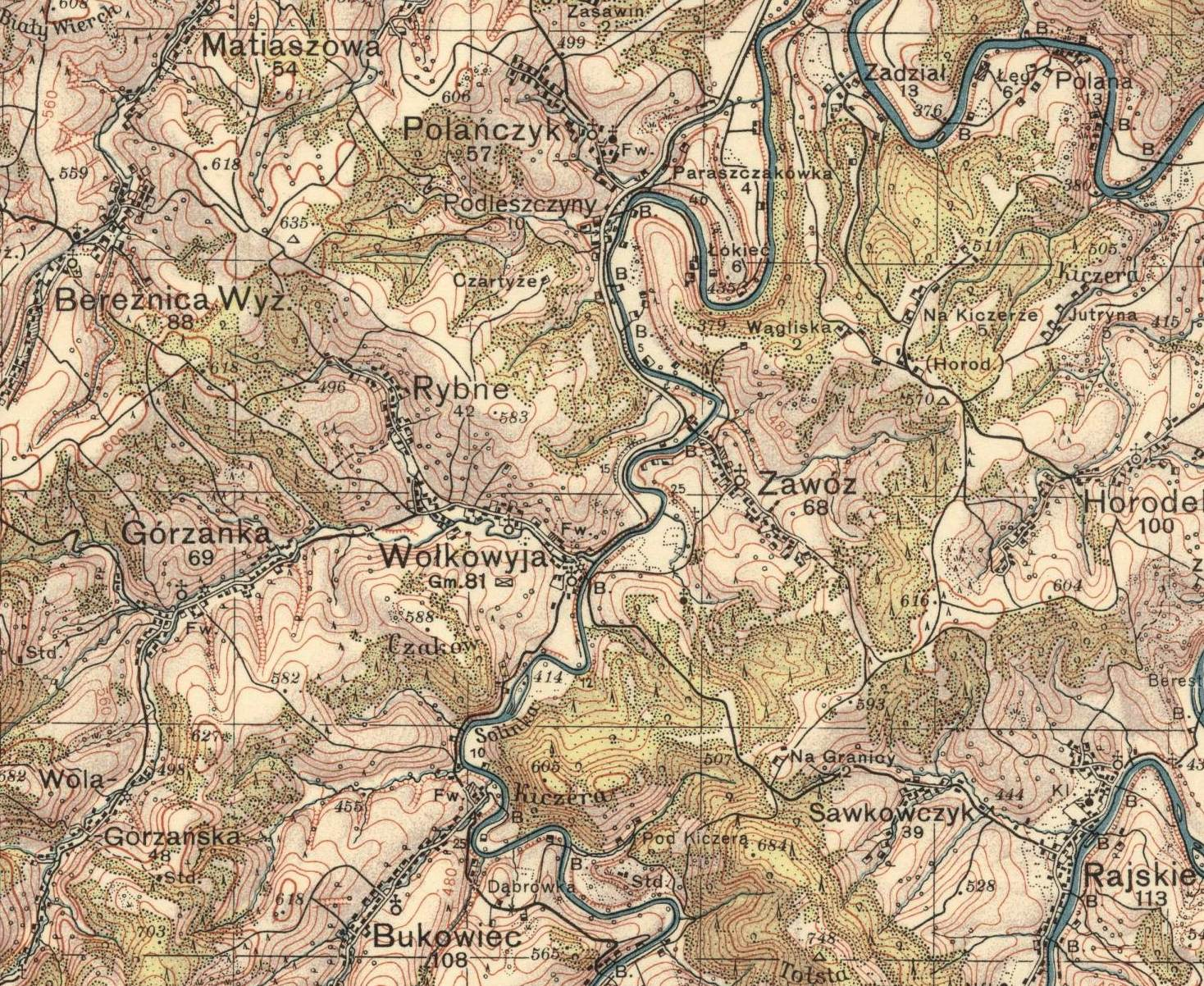
Rybne i Wołkowyja na mapie z roku 1937